# Jamie Chadwick
Jamie Chadwick, född den 20 maj 1998 i Bath, Somerset är en brittisk racerförare.
Chadwick var medlem i Williams Driver Academy mellan 2020 och 2024.